# لاتور
شهر لاتور (به انگلیسی: Latur) با جمعیت ۴۰۳٫۸۲۴ نفر در ایالت مهاراشترا در کشور هند واقع شده‌است.

## نگارخانه

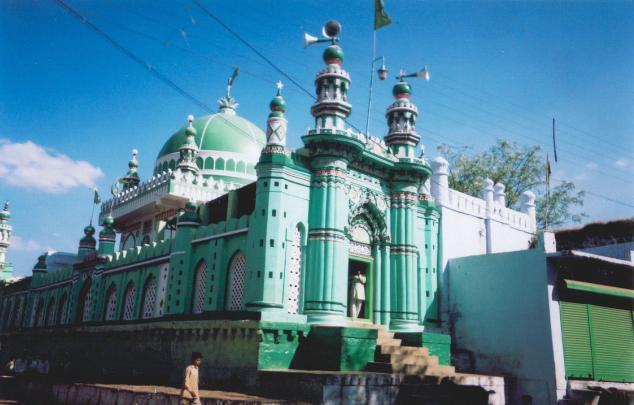